# Clostera specifica
Clostera specifica är en fjärilsart som beskrevs av Dyar 1892. Clostera specifica ingår i släktet Clostera och familjen tandspinnare. Inga underarter finns listade i Catalogue of Life.